# 皇統護持作戦
皇統護持作戦（こうとうごじさくせん）とは、大東亜戦争（太平洋戦争）敗戦を受けて、連合国によって軍事占領される事になった日本が、連合国の占領政策によって天皇にもしものことがあった場合に、皇族を匿い皇統を守ることを目的とした作戦。

## 概要
日本は昭和天皇の聖断により、ポツダム宣言を受諾することになったが、天皇の処遇が明確ではなかったため、連合国の占領政策により、天皇に不例あれば、皇統を絶やさないためにその子孫を匿うため準備を進めていた。その後、作戦は天皇制の存続が決まったことにより終結する。日本陸軍、日本海軍などで同様の作戦が行われていた。
日本陸軍では秘密戦要員として訓練された中野学校出身者が中心となってクーデターの準備、皇統を匿う計画が進められた。匿う皇族は北白川宮道久王であった。
日本海軍では皇族を匿うことを目的とする作戦、皇族を守るためクーデターを行う作戦などが存在する。海軍大佐の高松宮宣仁親王によれば「いろいろなプランがあり必要な時にどれかを選んでやればよいと考えていた」という。匿う皇族は直前まで決めないことになっており、皇女も視野に入れていた。
また終戦前後に皇族を匿う、天皇を守るため決起するといった類似した活動がいくつか存在する。

## 経緯

### 陸軍中野学校
終戦が決まると国体の護持があやふやであることから、秘密戦要員の陸軍中野学校出身者は天皇の身辺に最悪の事態あれば決起し、アメリカ将校の暗殺などを行う組織結成を決めた。そのための国体護持を目的とした全国的地下組織の編成案を猪俣甚弥少佐が提案する。その案に参謀本部課長白木末成大佐が同意して「占領軍監視地下組織計画書」を作る。河辺虎四郎参謀本部次長、有末精三第二部長の決裁をもらい中野学校へ命令される。中野学校は8月15日正午の玉音放送のときにはすでに必要なことはすべて手配を終了させていた。
終戦で椎崎二郎中佐、畑中健二少佐らが抗戦クーデターを行う前に中野学校の久保田一郎少佐に相談に来たが久保田は中野はまた別に考えて動くと返事をした。椎崎は久保田に広瀬栄一陸軍次官秘書官に相談するように言った。中野学校は椎崎らのクーデターが始まっても加担せずに地下工作に専念することにしたが、久保田は後に広瀬に会いに行った。広瀬はそこで以前から考えていた皇統を護持するため皇族を匿う案を中野学校に任せようと決め、久保田はそれを受け取った。広瀬は匿う皇族は血統が正しく目立たない北白川宮道久王とし、匿う場所は新潟県六日町の翼賛壮年団副団長今成拓三（地元有力者で軍要路に顔が広く信頼があった）に頼ることにして紹介状を書いて渡した。
中野学校が地下活動へ入る際に久保田は皇族を匿うメンバーを6人選出した。今成も了承したが、今成はすでにビルマ首相バー・モウも匿っており、久保田らはその面倒も見ることになった。内部で意見対立があったものの妥協し、バー・モウを匿う「東計画」と道久王を匿う「本丸計画」を行うことになった。また道久王が母宮と2、3名の女官とともに住める隠れ家を六日町周辺に探した。猪俣は道久王の偽の戸籍を用意した。
しかし活動の中で会社経営やバー・モウ工作などに熱中する久保田らを見て自主的に解散するものもいた。中野学校の地下組織も1946年ごろには機能を停止していた。連合軍のバー・モウ追及の過程で準備を進めていた中野組織は逮捕されて取り調べを受けて作戦も暴露した。後に釈放されて作戦はそのまま消滅した。

### 海軍
終戦を受けて皇統を守ることを考えた軍令部第一部長富岡定俊少将は皇統護持作戦を豊田副武軍令部総長と米内光政海軍大臣から了承を取って、高松宮宣仁親王に同意を得て、大金益次郎宮内次官と協議するように指示される。有力者平泉澄博士からも協力を取り付けた。大金は具体策は海軍に任せた。匿う場所は土肥一夫中佐から熊本県五箇荘が提案された。
1945年8月17日軍令部で富岡定俊は、721航空隊司令岡村基春大佐と343航空隊司令源田実大佐に皇族を匿う皇統護持作戦を命令する。岡村大佐と源田大佐で別々に人員を選抜し拠点の構成を行うように指示された。万般にわたって横井俊之第五航空艦隊参謀長が面倒をみる、匿う皇族をだれにするかは直前で決める、皇女の可能性もある、期間は無期限のつもりの覚悟でと説明された。
岡村基春大佐のラインは、岡村大佐より湯野川守正に15名を選抜し拠点を持つように依頼されるが湯野川は自信が持てず辞退している。
源田実大佐のラインの人選は、志賀淑雄飛行長のアイデアで准士官以上で司令とともに自決をする者を集い作戦参加者を選別した（妻帯者や長男は帰らされた）。そこで集まった23名は生涯をかける他言無用の盟約を結ぶことに同意する。後に別に動いていた中島正中佐も副隊長格で合流した。候補地熊本県五家荘村に準備を整え、隊員は川南工業など各地に潜伏した。終戦から1年ほどで隊員らは復員して一般生活へ戻り、有事の際まで即時待機となった。しかし、天皇制存続が決まり活動は終了する。富岡も終戦から2年ほどして作戦の解消を伝えた。源田は解消を側近には伝えたが徹底はしなかったため、活動実態のない形だけの盟約が残った。その後杉ノ井旅館で集まったが、解散の辞を用意するも切り出すことができなかった。志賀によればこのとき人払いができなくて源田は明言ができず十分に伝わらなかったため、即時待機の気持ちのままのものもいたという。1981年1月7日東郷神社和楽殿に招集し源田大佐より同志生存者17名を前に皇統護持作戦の終結が正式に伝達された。解散式は「赤のれん」２階で行われた。
1945年8月18日富岡少将は701空司令榎尾義男大佐に地下組織の結成を命じる。23日701空解散後榎尾は約3800人で橘殉皇隊を結成。天皇、国体に危険が迫ったとき決起してゲリラ戦に移ることを目的とし、全国12地区に分け支部長を置いて暗号通信の準備も行う。情勢の好転で自然消滅した。
終戦から数日後723空副長中島正中佐に東京からの使者が来て、高松宮宣仁親王の意向として皇統護持のため士官から選抜したメンバーで地下に潜行し待機するように命令があった。中島は青木武司令と協議し約10名で組織を組む。しかし中島は別に皇統護持作戦を進めている343空司令源田実大佐から副隊長格で合流することを要請されたため、723空グループを解散し単独で移った。

### 類似作戦
- 1945年6月黒崎貞明中佐（陸軍省軍事資料部）が松浦少佐とはかり、本土決戦に備えて皇統保存のため北白川宮道久王を徳島県の剣山周辺に匿う計画を立てる。準備のため黒崎の恩師である徳島県立池田中学校教諭一宮松次と京都上賀茂神社吉田宮司も参画した。8月17日ごろ中野学校グループの同様の動きを知り中止した[16]。

- 1945年秋海軍省軍務局長保科善四郎中将の発案で陸奥艦長時代の部下を中心に別動特攻隊と名づけられた地下組織が結成される。共産党などによって国体が危うくなることを懸念して待機したが自然消滅した[15]。